# Cline (rzeka)
Cline – rzeka w zachodniej części kanadyjskiej prowincji Alberta. Wypływa z jeziora Pinto w Parku Narodowym Banff i wpływa do rzeki Saskatchewan Północny.